# 阿基利诺·皮门特尔

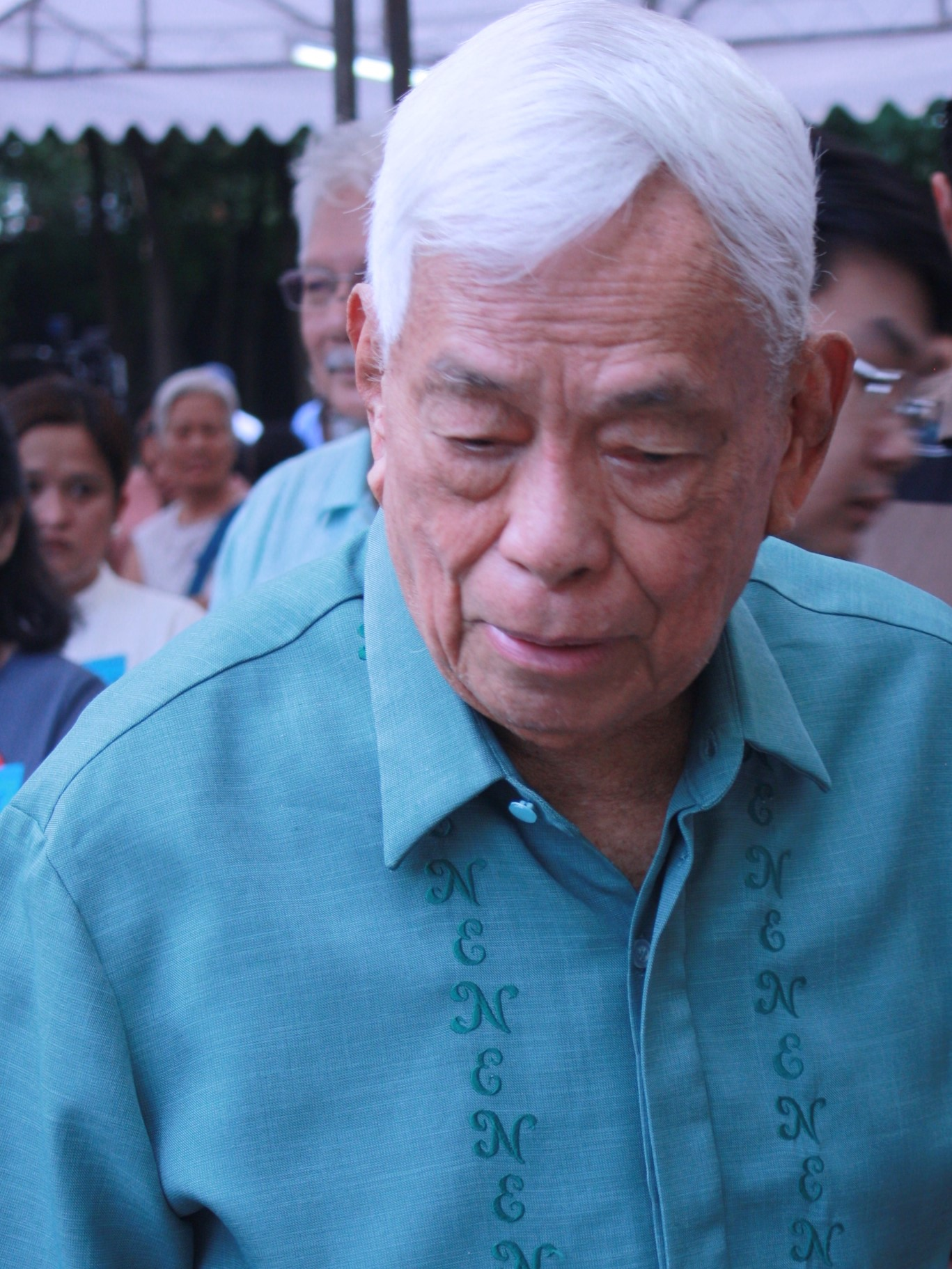
小阿基利诺·皮门特尔

小阿基利诺·皮门特尔（英語：Aquilino Quilinging Pimentel Jr.，1933年12月11日—2019年10月20日），是菲律宾的政治家，曾任菲律宾参议院议长、内政及地方政府部长。